# Comuna Baimaclia, Cantemir
Comuna Baimaclia este o comună din raionul Cantemir, Republica Moldova. Este formată din satele Baimaclia (sat-reședință), Acui și Suhat.

## Geografie
Comuna este situată la izvoarele râului Salcia Mică, la 42 km nord-est de Cahul și la 22 km sud-est de stația calea ferată Prut. Distanța directă până la Cantemir este de 23 km, iar până la Chișinău de 96 km. Este așezată pe dealurile „Baimaclia”, „Dealul Popei”, „Salcia” și văile „Urîtul” și „Pe vale”. După calculele geografului Nicolae Rimbu, altitudinea maximă este 298 m.

## Demografie
La recensământul din 2014, populația satului constituia 2.649 de oameni, dintre care 50.3% - bărbați și 49.7% - femei. Structura etnică a populației în cadrul satului: 93.5% - moldoveni, 1.8% - români, 1.7% - găgăuzi. La recensământul din 2004 populația comunei era de 3.473 locuitori.
În comuna Baimaclia au fost înregistrate 839 de gospodării casnice în anul 2014.

## Administrație și politică
Primarul este Lilian Calancea din partea Partidului Acțiune și Solidaritate, ales în noiembrie 2023.
Componența Consiliului local Baimaclia (13 consilieri), ales la 5 noiembrie 2023, este următoarea:
|  | Partid                                        | Consilieri | Componență | Componență | Componență | Componență | Componență |
|  | --------------------------------------------- | ---------- | ---------- | ---------- | ---------- | ---------- | ---------- |
|  | Partidul Acțiune și Solidaritate              | 5          |            |            |            |            |            |
|  | Partidul Dezvoltării și Consolidării Moldovei | 3          |            |            |            |            |            |
|  | Partidul Socialiștilor din Republica Moldova  | 3          |            |            |            |            |            |
|  | Partidul Social Democrat European             | 1          |            |            |            |            |            |
|  | Partidul Liberal Democrat din Moldova         | 1          |            |            |            |            |            |